# Wisner (Nebraska)
Wisner – miasto w Stanach Zjednoczonych, w stanie Nebraska, w hrabstwie Cuming.